# Tsurumi-ku (Osaka)
Tsurumi (鶴見区 Tsurumi-ku?) es un barrio de la ciudad de Osaka, en la prefectura de Osaka, Japón. En julio de 2019 tenía una población estimada de 111.373 habitantes y una densidad de población de 13.632 personas por km². Su área total es de 8,17 km².

## Demografía
Según datos del censo japonés, la población de Tsurumi ha aumentado en los últimos años.
| Año del censo | Población |
| ------------- | --------- |
| 1995          | 97.843    |
| 2000          | 101.971   |
| 2005          | 107.419   |
| 2010          | 111.182   |
| 2015          | 111.557   |